# فقر در هند

نقشه میزان فقر در هند

فقر از مسایل شایان توجه در هند با وجود رشد اقتصادی سریع ۷٫۱۱ درصدی است. بنا بر روش‌شناسی بانک جهانی ۸۷۲٫۳ میلیون نفر در هند زیر خط فقر به سر می‌برند. هند با داشتن ۱۷٫۵ درصد از جمعیت جهان ۲۰٫۶ درصد از فقرای جهان را در سال ۲۰۱۱ در خود جای داده بود.

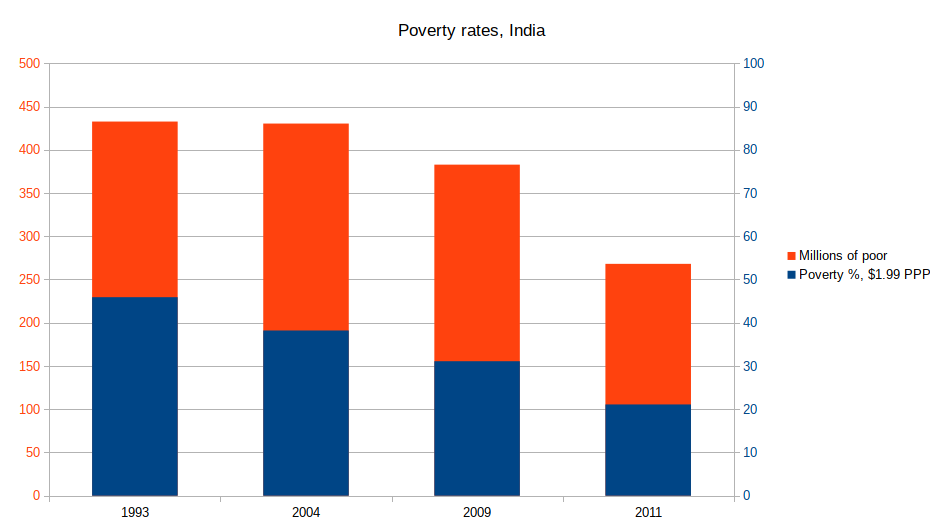
میزان فقر در هند از ۱۹۹۳.